# Église Saint-Georges de Manhattan
Pour les articles homonymes, voir Église Saint-Georges.
L'église Saint-Georges (anglais : Saint George Church ; ukrainien : Церква Св. Юра) est une église catholique grecque ukrainienne située dans l'East Village, à Manhattan, à New York, sur la 7th Street et Taras Shevchenko Place . L'église et la St. George Academy attenante sont entourées, mais non comprises, dans le quartier historique d'East Village. Depuis plus de 100 ans, cette paroisse ukrainienne a servi d'épicentre spirituel, politique et culturel à plusieurs vagues d'Ukrainiens américains à New York .

## Construction antérieure
L'ancienne église de Bowery Village a été construite à l'origine dans les années 1840 pour desservir une population immigrée dans la Petite Allemagne, qui avait rapidement décliné après que l'incendie du bateau à vapeur General Slocum eut entraîné la perte tragique de plus de 1000 Allemands américains en 1904. Après son achat par la communauté ukrainienne, elle a également été adaptée pour accueillir les églises catholiques orientales . Appelée plus tard «la vieille église» par les nouveaux propriétaires catholiques ukrainiens, le guide AIA de New York (édition révisée 1978) décrit la nouvelle église de la paroisse Saint-George comme «un temple néo-grec en stuc, avec un mini-dôme en oignon. " L'AIA a regretté le «symbole en forme de dôme de la paroisse : Miami Beach sur la 7e rue remplace le véritable style néo-grec» . Le guide de l'AIA (cinquième édition, 2010) précise que cette église construite en 1840 a été démolie en 1976 "pour fournir un parking hors voirie au nouveau bâtiment de la congrégation à côté".

## Église actuelle
Le bâtiment actuellement occupé par la paroisse de St. George a été construit entre 1976-1978 selon les plans de l'architecte Apollinaire Osadca . Avant la construction, M. Osadca a présenté ses créations comme "basées sur l'ancien style byzantin ukrainien, qui a survécu en Ukraine, malgré les tendances d'Europe occidentale" .
De 1980 jusqu'à sa mort en 2012, Andrij Dobriansky, artiste principal du Metropolitan Opera, était le chantre liturgique ainsi que le directeur du chœur Andrey Sheptytsky de l'église catholique ukrainienne Saint George . En 2016, son héritage de chant liturgique ukrainien à l'église a été documenté par ses enfants sur la série PBS Bare Feet à New York.

## Voir également
- Église épiscopale St. George (Manhattan)
- Église St. George (Flushing, New York)